# Kallitaxila fuscocoriata
Kallitaxila fuscocoriata är en insektsart som först beskrevs av Frederick Arthur Godfrey Muir 1913.  Kallitaxila fuscocoriata ingår i släktet Kallitaxila och familjen Tropiduchidae. Inga underarter finns listade i Catalogue of Life.